# Bexbach

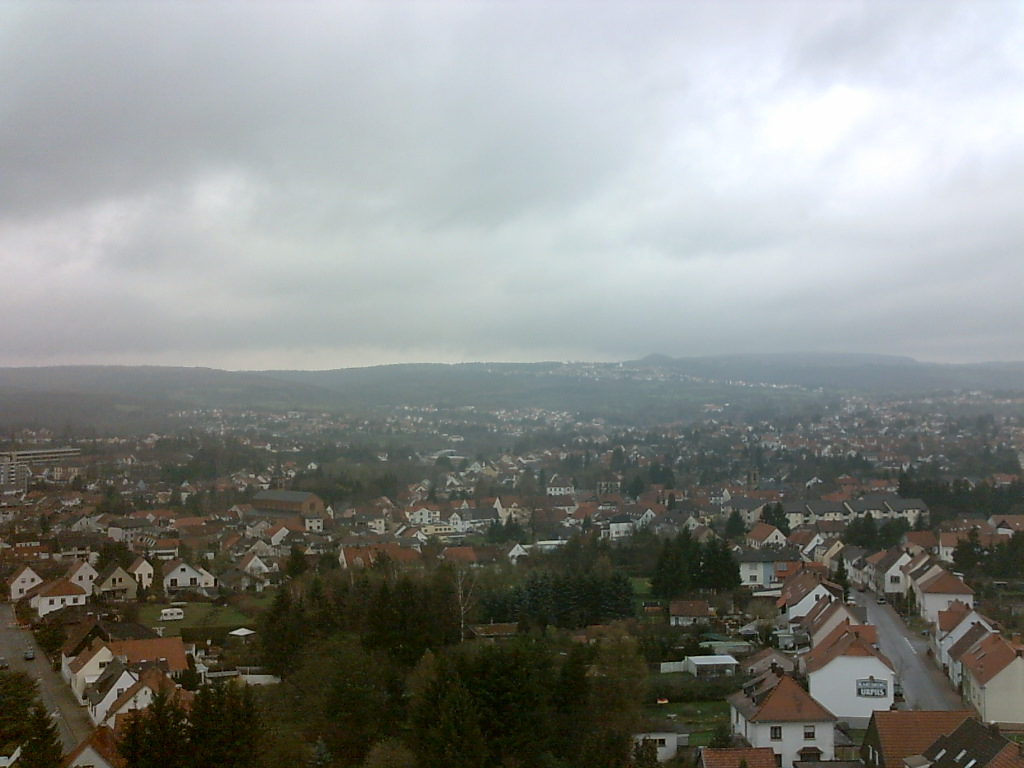
Blick vom Turm des Bergbaumuseums Bexbach

Bexbach (ⓘ) ist eine saarländische Stadt im Saarpfalz-Kreis. Sie hat etwa 19.000 Einwohner und grenzt mit dem Stadtteil Höchen an das Land Rheinland-Pfalz.

## Geographie

### Geographische Lage
Bexbach liegt im Saarpfalz-Kreis zwischen den beiden Kreisstädten Homburg und Neunkirchen und etwa 25 km nordöstlich der Landeshauptstadt Saarbrücken. Durchs Stadtgebiet fließt der Bexbach zur Blies. Der Höcherberg, auf dem die Ortsteile Frankenholz und Höchen liegen, ist die höchste Erhebung im südöstlichen Saarland.
Durch die im Stadtteil Höchen gelegene Bergehalde Schacht III als eine von weitem sichtbare Landmarke ist der Höcherberg und somit Bexbach auch aus großer Ferne gut zu erkennen. Diese stellt die höchstgelegene Steinkohlenbergehalde Deutschlands dar mit einer Gipfelhöhe von 494,3 m ü. NHN.

### Fläche
|                         | Wert      |
| ----------------------- | --------- |
| Gebäude- und Freifläche | 23,3 %    |
| Betriebsfläche          | 1,7 %     |
| Erholungsfläche         | 0,9 %     |
| Verkehrsfläche          | 6,4 %     |
| Landwirtschaftsfläche   | 34,1 %    |
| Waldfläche              | 28,9 %    |
| Wasserfläche            | 0,3 %     |
| Flächen anderer Nutzung | 4,2 %     |
| Total                   | 31,09 km² |

Stand: September 2014

### Klima
Die Stadt befindet sich in der gemäßigten Klimazone. Die durchschnittliche Jahrestemperatur in Bexbach beträgt 8–9 °C und die mittlere jährliche Niederschlagsmenge 750–800 mm. Die wärmsten Monate sind Juli und August; die kältesten Januar und Februar.

### Nachbargemeinden
Folgende Städte und Gemeinden grenzen an die Stadt Bexbach:
- Homburg mit den Stadtteilen Jägersburg, Reiskirchen, Altbreitenfelderhof und Websweiler
- Kirkel mit den Ortsteilen Altstadt und Limbach
- Neunkirchen mit den Stadtteilen Wellesweiler, Hangard und Münchwies
- Ottweiler mit dem Stadtteil Lautenbach
- Waldmohr und Dunzweiler (Rheinland-Pfalz)

### Stadtgliederung
Die Stadt Bexbach besteht aus der Innenstadt sowie den Stadtteilen Frankenholz, Höchen, Kleinottweiler, Niederbexbach und Oberbexbach.
Einwohnerzahlen Stand 1. Januar 2024:
| Stadtteil      | Einwohner |
| -------------- | --------- |
| Bexbach        | 8.122     |
| Frankenholz    | 2.356     |
| Höchen         | 1.753     |
| Kleinottweiler | 1.126     |
| Niederbexbach  | 1.117     |
| Oberbexbach    | 4.488     |
| Gesamt         | 18.962    |

## Geschichte
Von den Ortsteilen der heutigen Stadt Bexbach wurde (Mittel-)Bexbach 1219 erstmals urkundlich erwähnt, 1221 Kleinottweiler, 1261 Höchen und 1310 Ober- und Niederbexbach, 1697 Frankenholz.
Seit dem Homburger Austausch von 1755 gehörten Mittelbexbach, Niederbexbach, Oberbexbach und Frankenholz zum nassau-saarbrückischen Oberamt Ottweiler, Höchen und Kleinottweiler gehörten zum pfalz-zweibrückischen Oberamt Homburg.
1789 brachte die Französische Revolution neue Hoffnungen für die unter der Feudalherrschaft leidenden Menschen. Die Revolutionskriege leiteten eine neue gesellschaftliche und staatliche Ordnung ein.
1793 teilte die französische Verwaltung die Mairie (Bürgermeisterei) Mittelbexbach der Mairie Limbach zu. 1797 trat seitens des französischen Staates eine erste Verwaltungsreform in Kraft. Folglich entstand 1798 das Département de la Sarre mit 31 Kantonen. Die 600 Einwohner Bexbachs gehörten größtenteils zu dem Kanton Waldmohr. Als ausnahmslose Amtssprache wurde Französisch eingeführt.
Nach der endgültigen Niederlage Napoleons bei Waterloo wurde 1816 das Stadtgebiet dem Rheinkreis des Königreichs Bayern zugeordnet. 1848 erhielt Mittelbexbach wieder eine eigene Bürgermeisterei, zu der auch schon damals die Nachbarorte gehörten.
Der Bahnhof Bexbach, der älteste Bahnhof des heutigen Saarlandes, wurde als bayerisch-pfälzischer Endbahnhof der Pfälzischen Ludwigsbahn errichtet. Heutzutage wird er als Station der Strecke Homburg–Neunkirchen betrieben. 1849 stellte die Eröffnung der Ludwigsbahn durch die gleichnamige Gesellschaft neue Perspektiven für die Einwohner dar. Somit zeichnete sich von einem auf den anderen Tag eine bedeutende Verbesserung der Infrastruktur auch für Homburg und Neunkirchen ab. Die Lebensumstände verbesserten sich deutlich. Neben der Arbeit im Bergwerk arbeiteten viele Bewohner zusätzlich auf eigenen Bauernhöfen. So entstand der Begriff „Bergmannsbauer“. Die einzelnen Viertel wurden größtenteils an die Wasser- und Elektrizitätsversorgung angeschlossen. Als erste Schule entstand die Pestalozzischule und etwa zeitgleich das Rathaus.
Nach dem Ersten Weltkrieg wurden das Saargebiet am 1. Oktober 1920 vom Deutschen Reich abgetrennt und der Landkreis Homburg verkleinert. Jener Landkreis war von nun an Grenzkreis des Saargebietes, das am 1. März 1935 wieder zu Deutschland zurückkehrte. Die kommunalpolitischen Verhältnisse wurden neu geordnet. So entstand am 1. April 1937 die neue Gemeinde Höcherberg durch den Zusammenschluss der bisherigen Gemeinden Höchen, Oberbexbach (mit Frankenholz) und Mittelbexbach (mit Ludwigsthal). Diese Gemeinde wurde kurz nach dem Zweiten Weltkrieg am 1. Mai 1947 aufgelöst. Es wurden die Gemeinden Frankenholz, Höchen, Mittelbexbach und Oberbexbach (wieder)errichtet. Die wiedergewonnene Autonomie stärkte die Wirtschaft in den Gemeinden. Mittelbexbach erhielt 1951 ein eigenes Wappen und wurde 1955 in Bexbach umbenannt. Da das Saarland zwischen 1945 und 1956 erneut unter französischer Verwaltung stand, fand 1955 wiederum eine Saarabstimmung statt. Dem Ergebnis zufolge wurde das Saarland als zehntes Bundesland in die Bundesrepublik Deutschland eingegliedert. Am 29. Mai 1970 wurden Bexbach vom saarländischen Innenminister Ludwig Schnur die Stadtrechte verliehen.

### Namensgebung
Den Namen erhielten sowohl die Stadt als auch der durch sie fließende Fluss von dem Ritter von Beckensbach. Die Einwohner werden Bexbacher genannt. In Saarländischer Mundart nennen sich die Bexbacher Betschbacher und die Stadt entsprechend Betschbach.

### Eingemeindungen
Die neue Stadt Bexbach entstand am 1. Januar 1974 im Zuge der Gebiets- und Verwaltungsreform aus der Stadt Bexbach sowie den Gemeinden Frankenholz, Höchen, Kleinottweiler, Niederbexbach und Oberbexbach.

### Ausgliederung
Der ehemals zu Bexbach gehörende Ortsteil Ludwigsthal wurde am 1. Januar 1974 der Kreisstadt Neunkirchen zugeordnet.

### Konfessionsstatistik
Gemäß dem Zensus 2011 waren 49,6 % römisch-katholisch, 32,7 % der Einwohner evangelisch und 17,7 % waren konfessionslos, gehörten einer anderen Glaubensgemeinschaft an oder machten keine Angabe. Der Anteil der katholischen und evangelischen Kirchenmitglieder an der Gesamtbevölkerung ist seitdem gesunken. Ende Dezember 2024 waren von den 18.962 Einwohnern 37,2 % (7.046) katholisch, 24,4 % evangelisch und 38,4 % waren konfessionslos oder gehörten einen anderen Glaubensgemeinschaft an.

### Bevölkerung
Von den 18.088 Einwohnern (Stand 1. Januar 2024, nur Hauptwohnsitz) waren 8.966 männlich und 9.122 weiblich. Der Ausländeranteil betrug 10 %.
| Bexbach: Einwohnerzahlen von 2012 bis 2024  | Bexbach: Einwohnerzahlen von 2012 bis 2024 | Bexbach: Einwohnerzahlen von 2012 bis 2024 | Bexbach: Einwohnerzahlen von 2012 bis 2024 | Bexbach: Einwohnerzahlen von 2012 bis 2024 |
| ------------------------------------------- | ------------------------------------------ | ------------------------------------------ | ------------------------------------------ | ------------------------------------------ |
| Jahr                                        |                                            |                                            |                                            | Einwohner                                  |
| 2012                                        | 2012                                       |                                            | 17.908                                     | 17.908                                     |
| 2014                                        | 2014                                       |                                            | 17.618                                     | 17.618                                     |
| 2016                                        | 2016                                       |                                            | 17.782                                     | 17.782                                     |
| 2018                                        | 2018                                       |                                            | 17.577                                     | 17.577                                     |
| 2020                                        | 2020                                       |                                            | 17.565                                     | 17.565                                     |
| 2022                                        | 2022                                       |                                            | 17.642                                     | 17.642                                     |
| 2024                                        | 2024                                       |                                            | 17.793                                     | 17.793                                     |
| Quelle(n): Statistisches Amt des Saarlandes |                                            |                                            |                                            |                                            |

## Politik

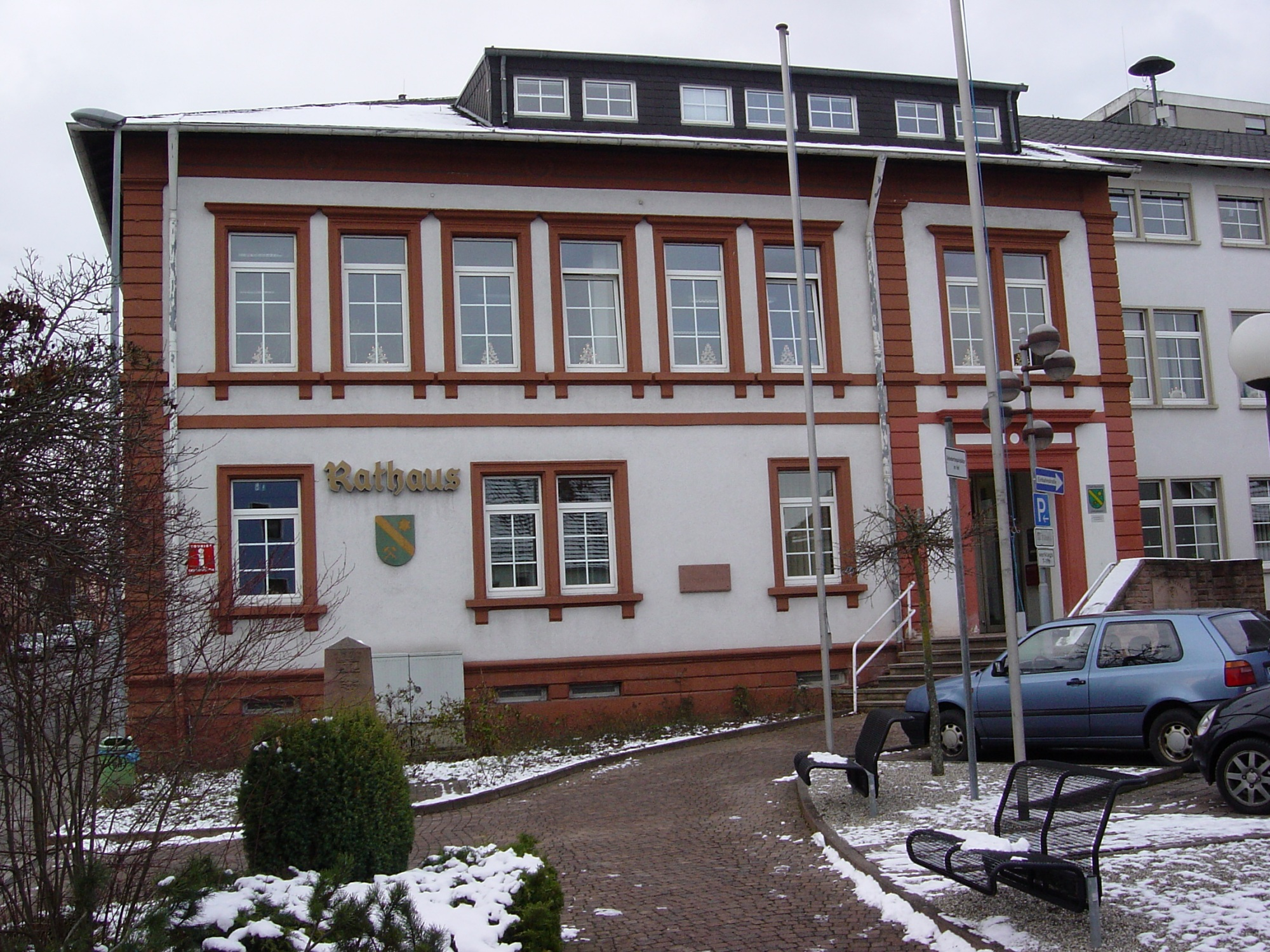
Rathaus I

### Stadtrat
Ergebnis der Kommunalwahl am 9. Juni 2024 und Vergleich zur Kommunalwahl 2019:
| Parteien und Wählergemeinschaften | Parteien und Wählergemeinschaften           | Sitze | +/− | Anteil | +/− %p |
| --------------------------------- | ------------------------------------------- | ----- | --- | ------ | ------ |
| CDU                               | Christlich Demokratische Union Deutschlands | 13*   | ± 0 | 36,9 % | – 0,5  |
| SPD                               | Sozialdemokratische Partei Deutschlands     | 10    | ± 0 | 29,6 % | + 0,1  |
| FWG                               | FWG Bexbach                                 | 6     | + 2 | 18,5 % | + 6,6  |
| LINKE                             | Die Linke                                   | 2     | ± 0 | 6,5 %  | – 1,3  |
| GRÜNE                             | Bündnis 90/Die Grünen                       | 1     | – 2 | 4,9 %  | – 4,2  |
| FDP                               | Freie Demokratische Partei                  | 1*    | ± 0 | 3,6 %  | – 0,7  |
| Gesamt                            | Gesamt                                      | 33    |     | 100 %  |        |

Nach der Stadtratswahl haben CDU und FDP eine gemeinsame Fraktion gebildet. Die CDU-Fraktion verfügt daher über 14 Sitze.

### Bürgermeister
- 1848–1855: Wilhelm Omlor
- 1855–1875: Wilhelm Bartels
- 1875–1879: Michael Schirber
- 1879–1884: Johann Karl Graß
- 1884–1890: Michael Schirber
- 1890–1894: Peter Metzinger
- 1894–1894: Christian Baschab
- 1894–1899: Peter Hahn
- 1899–1907: Christian Baschab
- 1907–1916: Peter Betz
- 1916–1921: Ludwig Henrich
- 1921–1923: Georg Fichtenmayer
- 1923–1925: Nicolaus Schöneberger
- 1925–1932: Johann Schappe
- 1932–1937: Aloys Nesseler
- 1937–1945: Heinrich Jürgens
- 1945: Karl Klein
- 1945–1946: Peter Will
- 1946–1947: Peter Johann
- 1947–1949: Peter Ruffing
- 1949–1956: Aloys Nesseler
- 1956–1964: Gregor Allgayer (CDU)
- 1964–1973: Paul-Heinz Collet (CDU)
- 1974–1994: Lothar Weber (CDU)
- 1994–2011: Heinz Müller (SPD)
- 1. Oktober 2011 bis 30. September 2019: Thomas Leis (SPD)
- seit 1. Oktober 2019: Christian Prech (CDU)

Bei der Direktwahl des Bürgermeisters am 26. Mai 2019 konnte sich Christian Prech (CDU) mit 53,42 % der abgegebenen Stimmen gegen Amtsinhaber Thomas Leis (SPD) durchsetzen, auf den 46,6 % der abgegebenen Stimmen entfielen.

### Beigeordnete
- 1999–2009: Erster Beigeordneter Wolfgang Imbsweiler (SPD)
- 2009–2010: Joachim Hoffmann (CDU) und Wolfgang Imbsweiler (SPD)
- 2010–2019: Rainer Ruffing (CDU) und Wolfgang Imbsweiler (SPD)
- 22. August 2019 bis 15. Mai 2020: Erster Beigeordneter Benjamin Schappe (CDU), Beigeordneter Thomas Pfaff (Grüne)
- 28. Mai 2020 – Mai 2021: Erster Beigeordneter Thorsten Müller (CDU), Beigeordneter Thomas Pfaff (Grüne)
- 20. Mai 2021 bis 3. Juli 2024: Erster Beigeordneter Thorsten Müller (CDU), Beigeordneter Dirk Vogelgesang (SPD)
- 4. Juli 2024 – heute: Erster Beigeordneter Karsten Durrang (FWG), Beigeordneter Thorsten Müller (CDU)

### Ortsräte und Ortsvorsteher
Sitzverteilung in den einzelnen Ortsräten (Stand Kommunalwahl am 9. Juni 2024):
| Stadtteil      | CDU | SPD | FWG | Total | Ortsvorsteher        | Partei |
| -------------- | --- | --- | --- | ----- | -------------------- | ------ |
| Bexbach-Mitte  | 4   | 3   | 2   | 9     | Christian Rosenkranz | CDU    |
| Oberbexbach    | 3   | 2   | 2   | 7     | Dominik Feldner      | CDU    |
| Frankenholz    | 2   | 3   | 2   | 7     | Helene Guth          | FWG    |
| Höchen         | 4   | 1   | 2   | 7     | Eva-Maria Scherer    | CDU    |
| Niederbexbach  | 2   | 5   | —   | 7     | Daniel Heintz        | SPD    |
| Kleinottweiler | 2   | 5   | —   | 7     | Norbert Schuth       | SPD    |

### Stadtfarben
Bexbach führt seit der Genehmigung des saarländischen Innenministeriums seit 1974 als Stadtfarben gelb und grün. Diese finden sich auch auf der Flagge wieder, die beispielsweise auf dem Hindenburgturm gehisst ist.

### Städtepartnerschaften
- Edenkoben (Deutschland, Weinpatenschaft, gegründet 1936)
- Goshen (Vereinigte Staaten, Indiana, gegründet 1979)
- Pornichet (Frankreich, Bretagne, gegründet 1985)

## Wirtschaft und Infrastruktur

### Ortsansässige Unternehmen
- Der französische Industriekonzern Alstom S.A. betrieb bis Ende 2017 im Industriegebiet „In der Kolling“ ein Werk.
- Die Druckerei Kern GmbH hat im Bexbacher Industriegebiet „In der Kolling“ ihren Firmensitz. Die 1862 gegründete Druckerei gehört zu den ältesten Unternehmen in Bexbach.
- Die Steag Power Saar GmbH betreibt bei Bexbach ein Steinkohlekraftwerk (Kraftwerk Bexbach).
- Fuchs & Hoffmann produziert Schokoladen-Halbfabrikate.
- Die weltweit agierende KD-Pharma-Gruppe ist einer der führenden Produzenten von Omega-3-Fettsäuren.

### Bildung
Grundschulen
- Goetheschule in Bexbach
- Grundschule Oberbexbach
- Grundschule Frankenholz

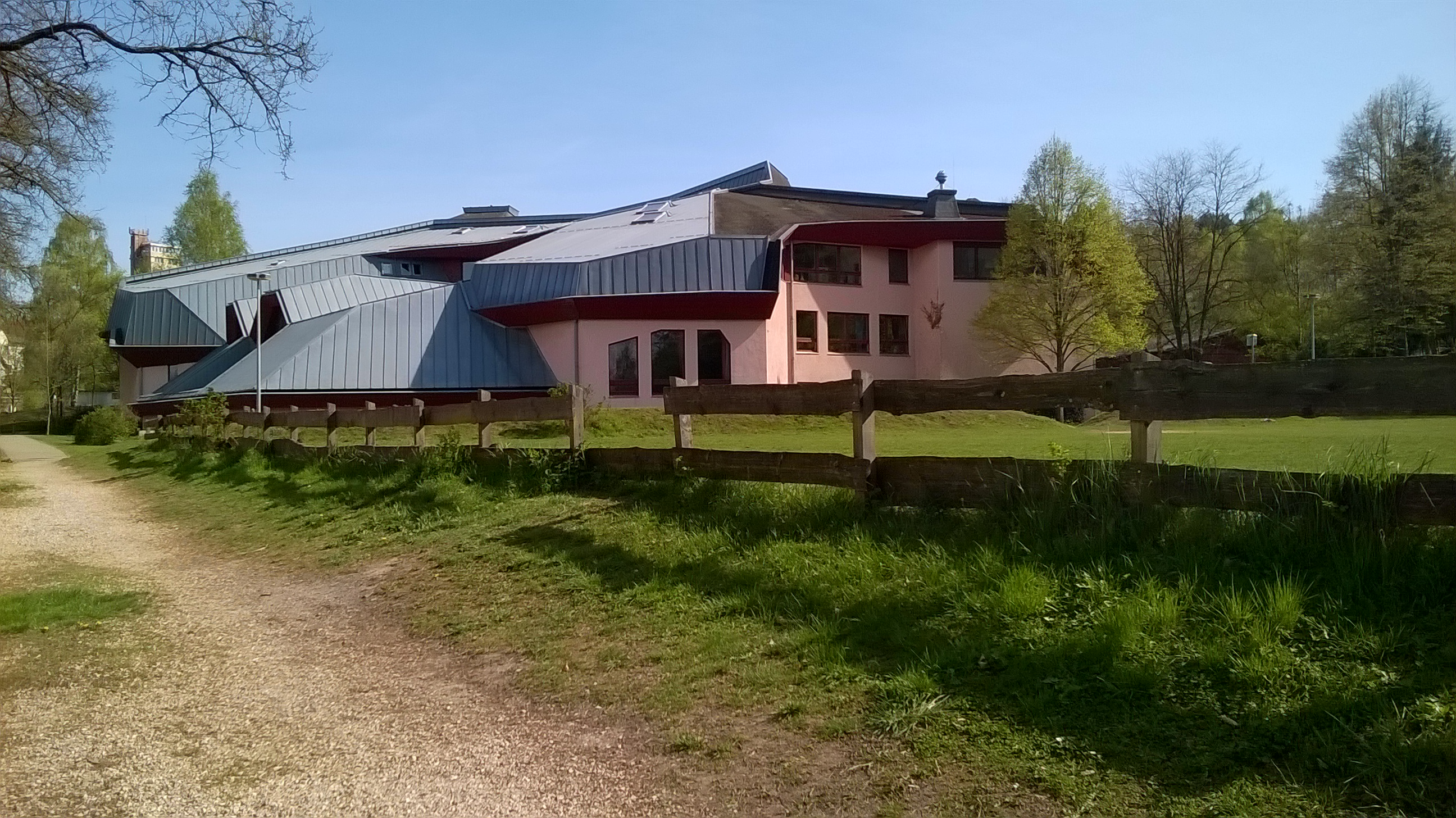
Waldorfschule in Bexbach

- Bis 2004 gab es auch in den Stadtteilen Höchen und Niederbexbach Grundschulen.

Weiterführende Schulen
- Gesamtschule Bexbach
- Freie Waldorfschule Saar-Pfalz Bexbach mit Kindergarten von 1975

Volkshochschule
- VHS Höcherberg

### Behörden
- Bundespolizeiinspektion Bexbach im Gewerbegebiet Saarpfalz-Park
- Diensthundestaffel des Saarpfalz-Kreises im Gewerbegebiet Saarpfalz-Park

### Gewerbegebiete
- Bexbacher Industrie und Gewerbegebiet Ost (BIG), 40 Hektar
- An der Homburger Straße
- Saarpfalz-Park (44 Hektar)
- In der Kolling (10 Hektar)
- Streitweg (3,4 Hektar) Stockwäldchen (5 Hektar)
- Stockwäldchen
- Nördlich des Fasanenweges

### Bundeswehr

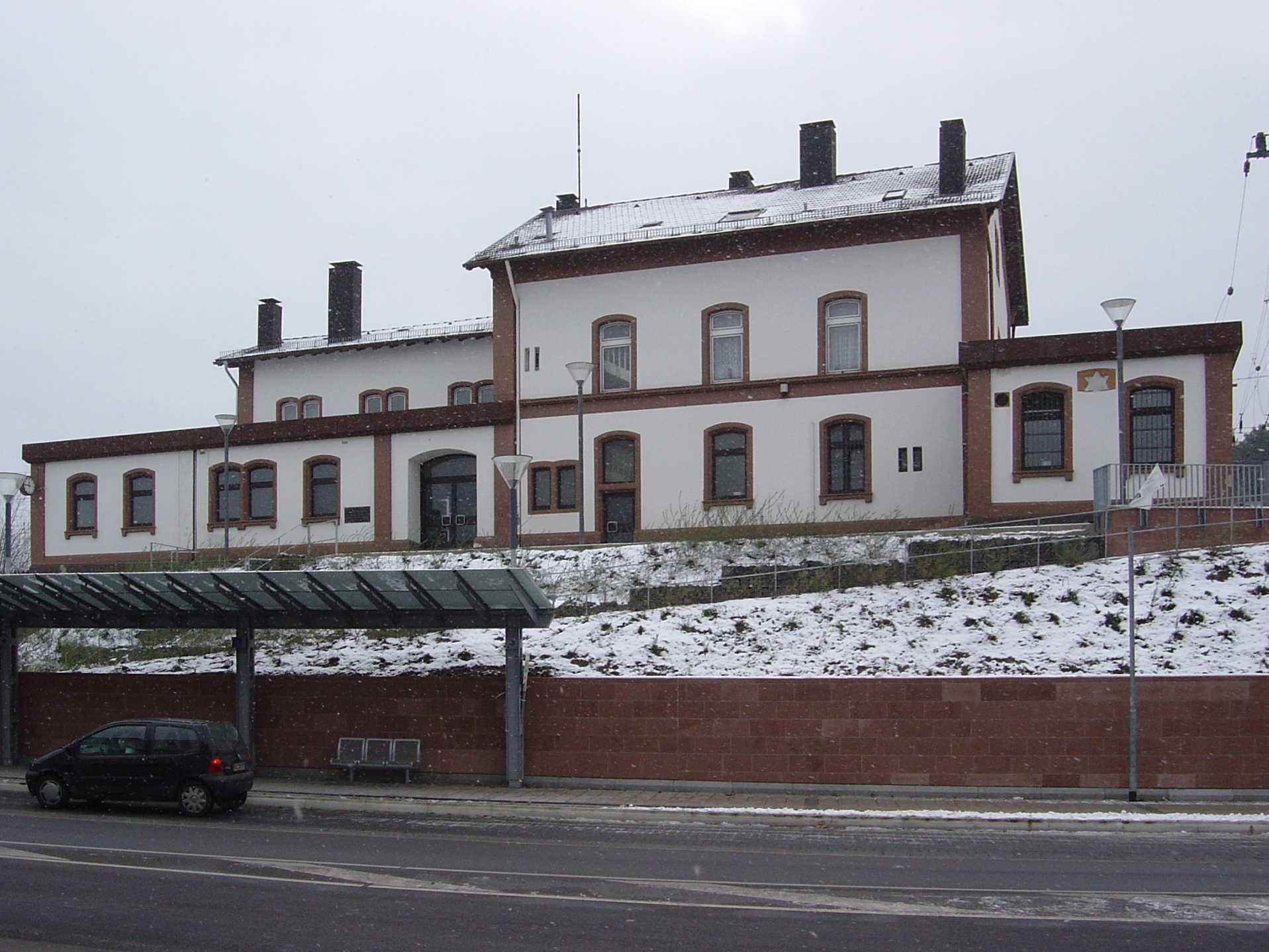
Bahnhof Bexbach

Seit 1967 war Bexbach Heimat des Fallschirmjägerbataillons 262. 1969 wurde die Reserve-Lazarettgruppe 959 in Bexbach stationiert. Ab 1972 war das Jägerbataillon 471 und die Fallschirmjäger-Ausbildungskompanie 7/9 in Bexbach. Ab April 1976 beheimatete die Saarpfalzkaserne das Jägerbataillon 541 (Mob-Stützpunkt), das Jägerbataillon 542 und die Instandsetzungsausbildungskompanie 9/III.
Der Standort Bexbach, einschließlich der Sportfördergruppe Bexbach wurde 1996 aufgelöst. Das Gelände der ehemaligen Saar-Pfalz-Kaserne wurde zu einem Gewerbegebiet (Saarpfalz-Park) umgewidmet.
Der über 100 ha große ehemalige Standortübungsplatz war bis 2008 Übungsgelände des Technischen Hilfswerks. Seit 2008 wird er von einem Investor als naturnahes Veranstaltungsgelände unter anderem für Liverollenspiele vermarktet.

### Verkehr
Bexbach ist durch Autobahnanschlüsse zur A 6 und A 8 an das deutsche Fernstraßennetz angebunden. Zudem verläuft die B 423 (Bundesgrenze Frankreich Mandelbachtal–Altenglan) durch den Bexbacher Stadtteil Kleinottweiler.
Vom Bahnhof Bexbach verkehren auf der Strecke Homburg–Neunkirchen ganztägig Regionalzüge nach Homburg sowie in Gegenrichtung nach Neunkirchen (Saar), Illingen (Saar) und zeitweise auch umsteigefrei nach Saarbrücken. Sie ermöglichen so eine Anbindung an den Fernverkehr der Deutschen Bahn. Von 1903 bis 1905 verkehrte die ausschließlich dem Güterverkehr dienende Nordfeldbahn vom Bahnhof Jägersburg an der Glantalbahn bis zur Grube Nordfeld.

### Flugverkehr
Bexbach besitzt seit 1956 einen Flugplatz. Am 29. April 1956 starteten die ersten Segelflieger vom Bexbacher Flugplatz aus zu einem Probeflug. Nach einem Rechtsstreit mit einem Grundstücksbesitzer stellte der örtliche Flugverein seine Tätigkeiten am Flugplatz in Bexbach vorübergehend ein. Seit 2025 darf nach einem Rechtsstreit der Flugplatz wieder genutzt werden.

### Wanderwege
Bexbach hat Anteil an zahlreichen Wanderwegen des Saarwald-Vereins, darunter dem Höcherbergweg und dem Saarland-Rundwanderweg. Seit März 2007 hat Bexbach einen Rundwanderweg angelegt, der 37,75 km lang ist und durch alle Stadtteile führt. Der Weg kann auch in mehreren Etappen erwandert werden, da insgesamt vier Querverbindungen eingerichtet wurden. Von Oberbexbach startet der Wanderweg mit der Markierung grün-gelbes Kreuz des Pfälzerwald-Vereins, der über Johanniskreuz und Neustadt an der Weinstraße bis nach Ludwigshafen am Rhein führt.

## Kultur und Sehenswürdigkeiten

### Blumengarten

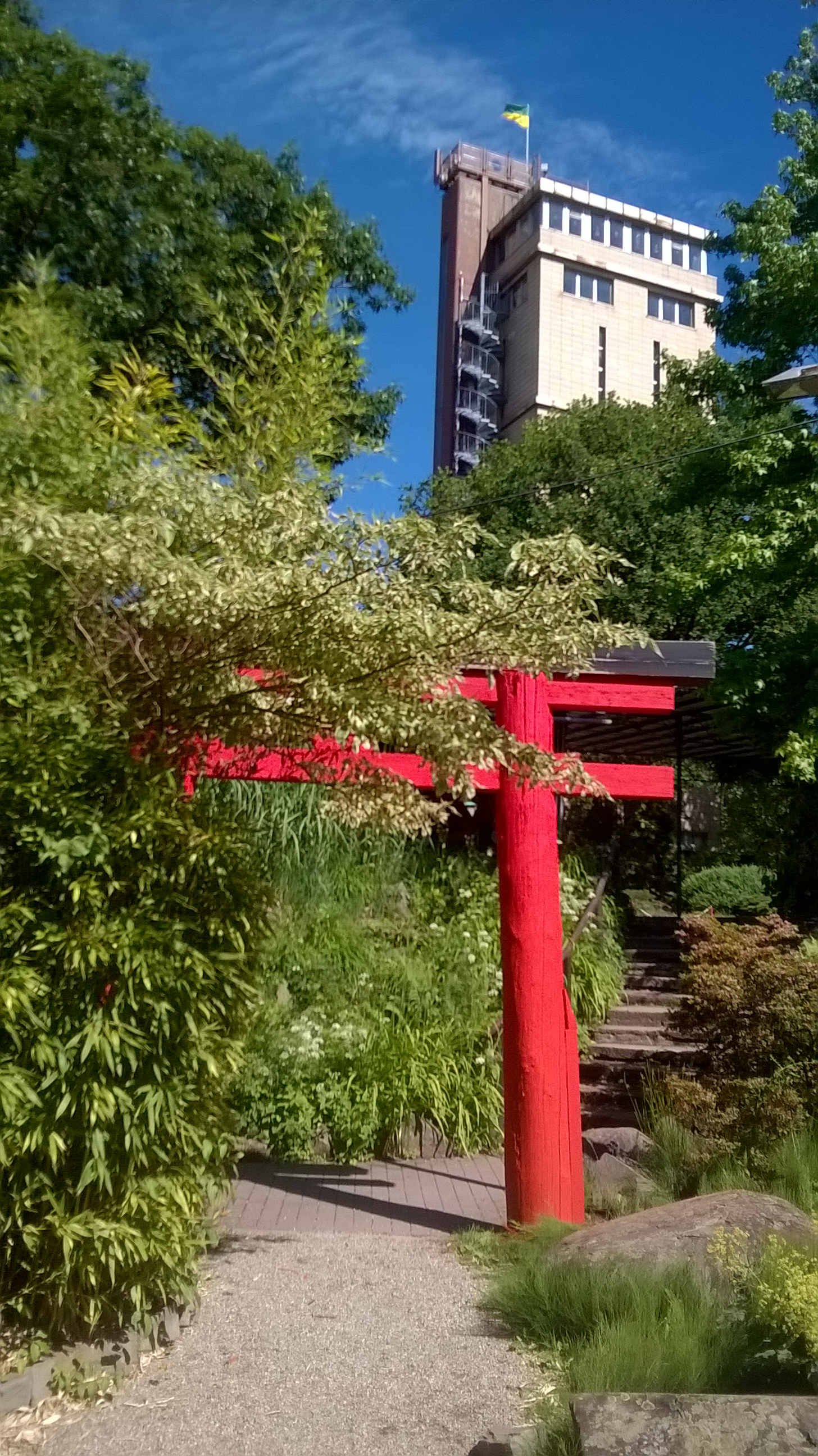
Blumengarten Bexbach

Sehenswert ist der Blumengarten, der anlässlich der Ausstellung Garten und Blumen im sozialen Wohnungsbau 1951 angelegt wurde. Mit einem großen Spielplatz und einem chinesischen Garten präsentiert sich Bexbach hier von seiner modernen Seite.

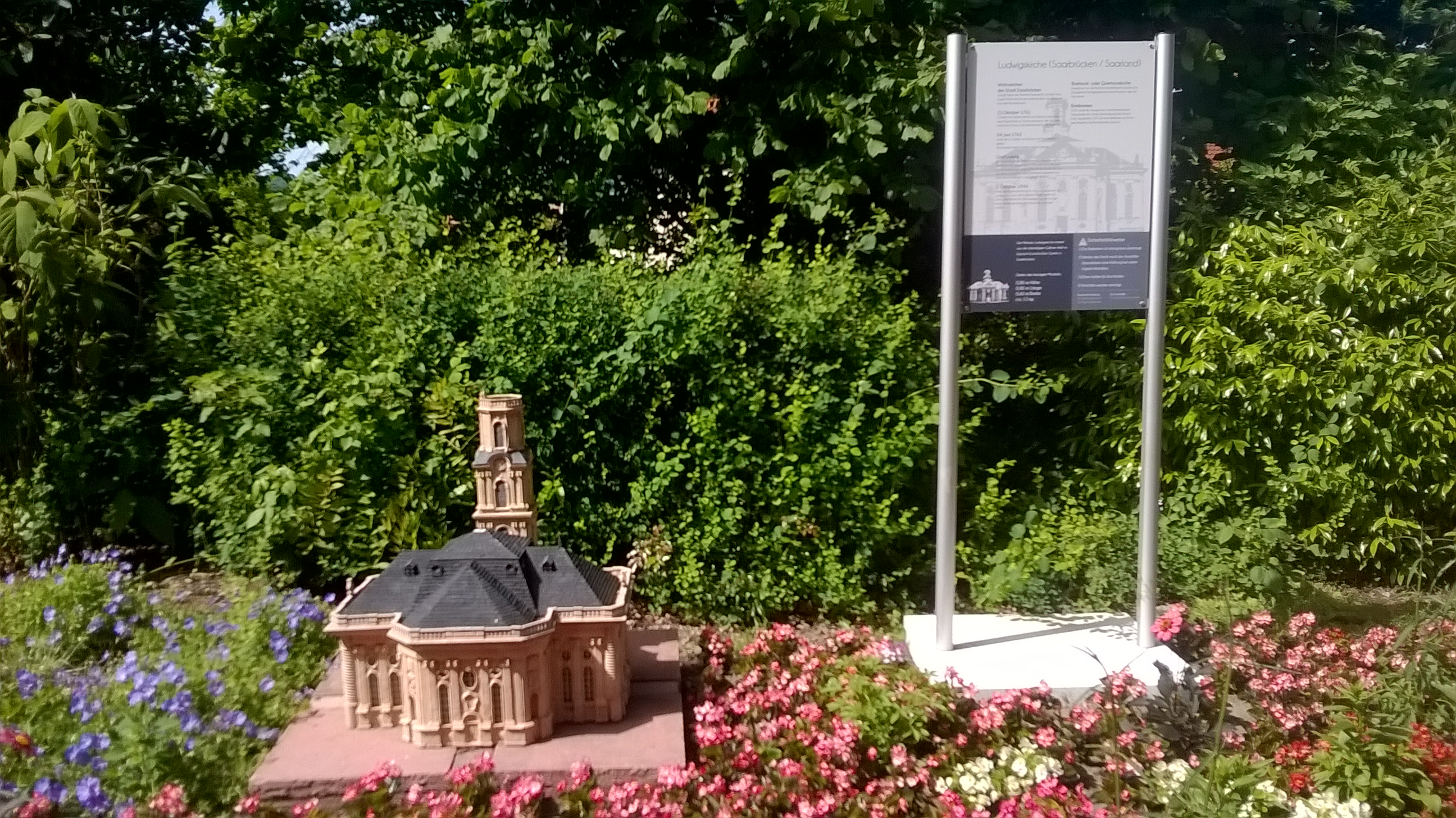
Miniatur der Saarbrücker Ludwigskirche

Am 28. Juni 2017 wurde im Blumengarten offiziell die Gulliver Welt 2.0 eröffnet, die 26 restaurierte Nachbildungen aus der ehemaligen Welt im Deutsch-Französischen Garten in Saarbrücken zeigt. Die Miniaturbauwerke sind in den Park eingebettet. Darunter sind Modelle vom Eiffelturm in Paris, den Pyramiden von Gizeh oder ein Stück der Berliner Mauer – sie alle stehen nun im Maßstab 1:33 im öffentlich zugänglichen Teil des Blumengartens.
Im Blumengarten findet jährlich die Messe Bexbach statt, die sich den Themen Camping, Freizeit und Automobil widmet.
Neben dem Blumengarten befindet sich die begrünte ehemalige Bergehalde Monte Barbara. Eine Statue der Heiligen Barbara, Patronin der Bergleute, krönt das begehbare Landschaftsbauwerk.

### Saarländisches Bergbaumuseum

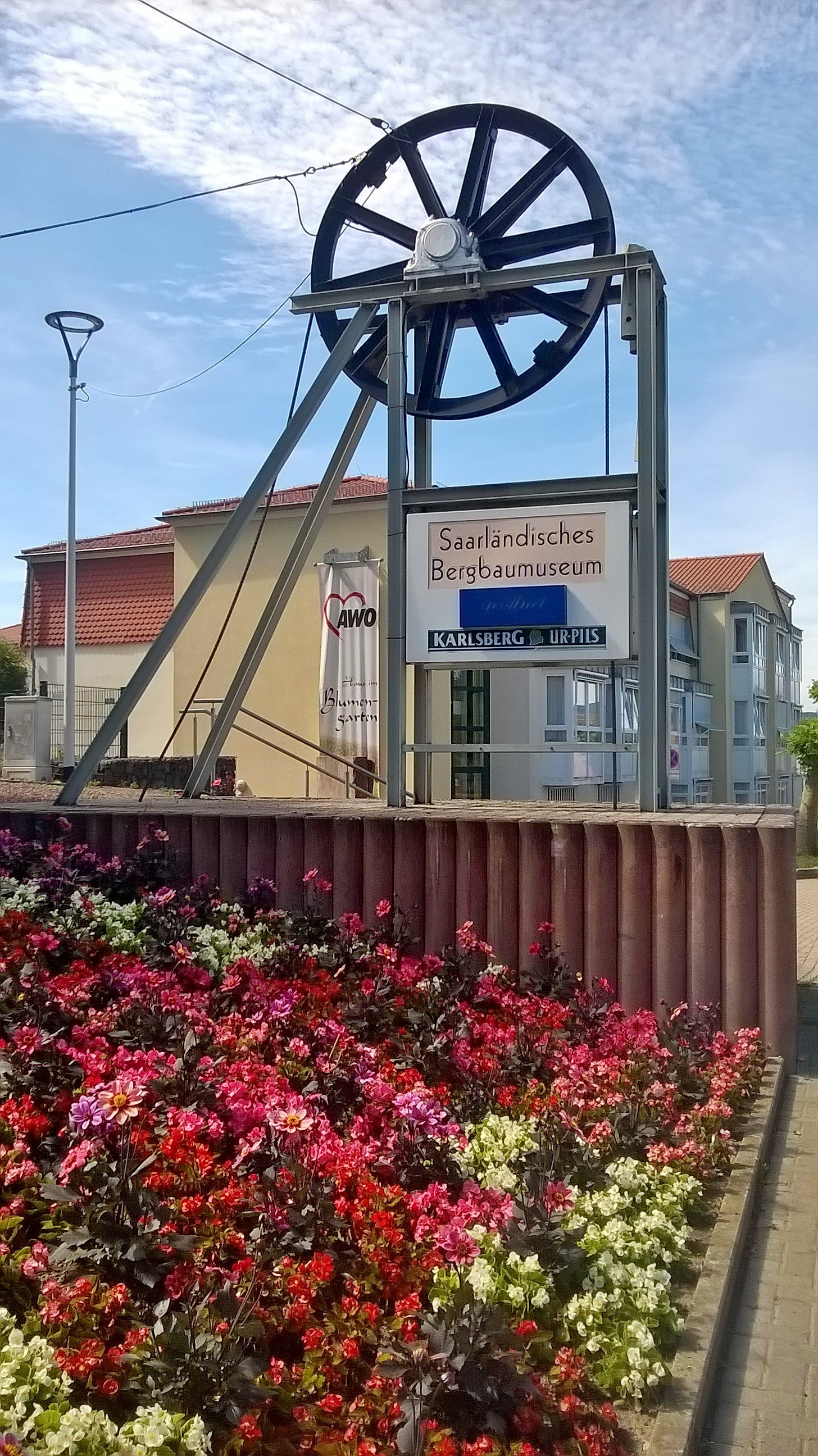
Bergbaumuseum im Blumengarten Bexbach

Im Blumengarten befindet sich der Hindenburgturm (siehe weiter unten), in dem das Saarländische Bergbaumuseum untergebracht ist. Im Turm wird die Geschichte des Steinkohlebergbaus der Region und seine Bedeutung anschaulich dargestellt. Auf sieben Etagen wird alles Wissenswerte zu Technik, Sicherheit, Geschichte und Sozialem im Bergbau präsentiert. Die oberste Etage bietet einen Panorama-Rundblick.

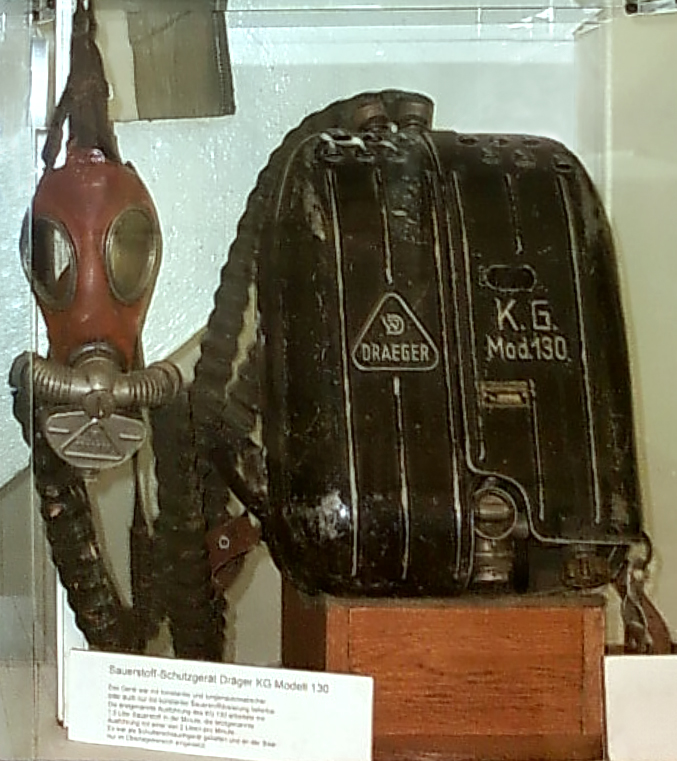
Atemschutzgeräte im Bergbaumuseum Bexbach

Unter dem Turm befindet sich eine Schaubergwerksanlage mit historischen und neueren Maschinen. Bergleute haben über Jahrzehnte einen immer wieder erweiterten Stollen gebaut, in dem alte und neue Gewinnungstechniken vorgestellt werden. Die gezeigten Werkzeuge und Geräte zeigen, wie Steinkohle in immer größeren Tiefen und damit unter immer größeren Schwierigkeiten abgebaut wurde. 1994 hat der Verein Saarländisches Bergbaumuseum Bexbach die Räumlichkeiten von Bexbach übernommen.

### Parks
Neben dem oben genannten Blumengarten besteht als Verbindung zwischen der Innenstadt und dem Stadtteil Oberbexbach ein Stadtpark (genannt „Grüne Lunge“), durch den der Bexbach fließt. Auch ein Spielplatz für Kinder befindet sich in der Anlage. Die „Grüne Lunge“ hat im Jahr 2024 eine Förderung von 1,3 Millionen Euro zur „Anpassung urbaner Räume an den Klimawandel“ erhalten.

### Bauwerke

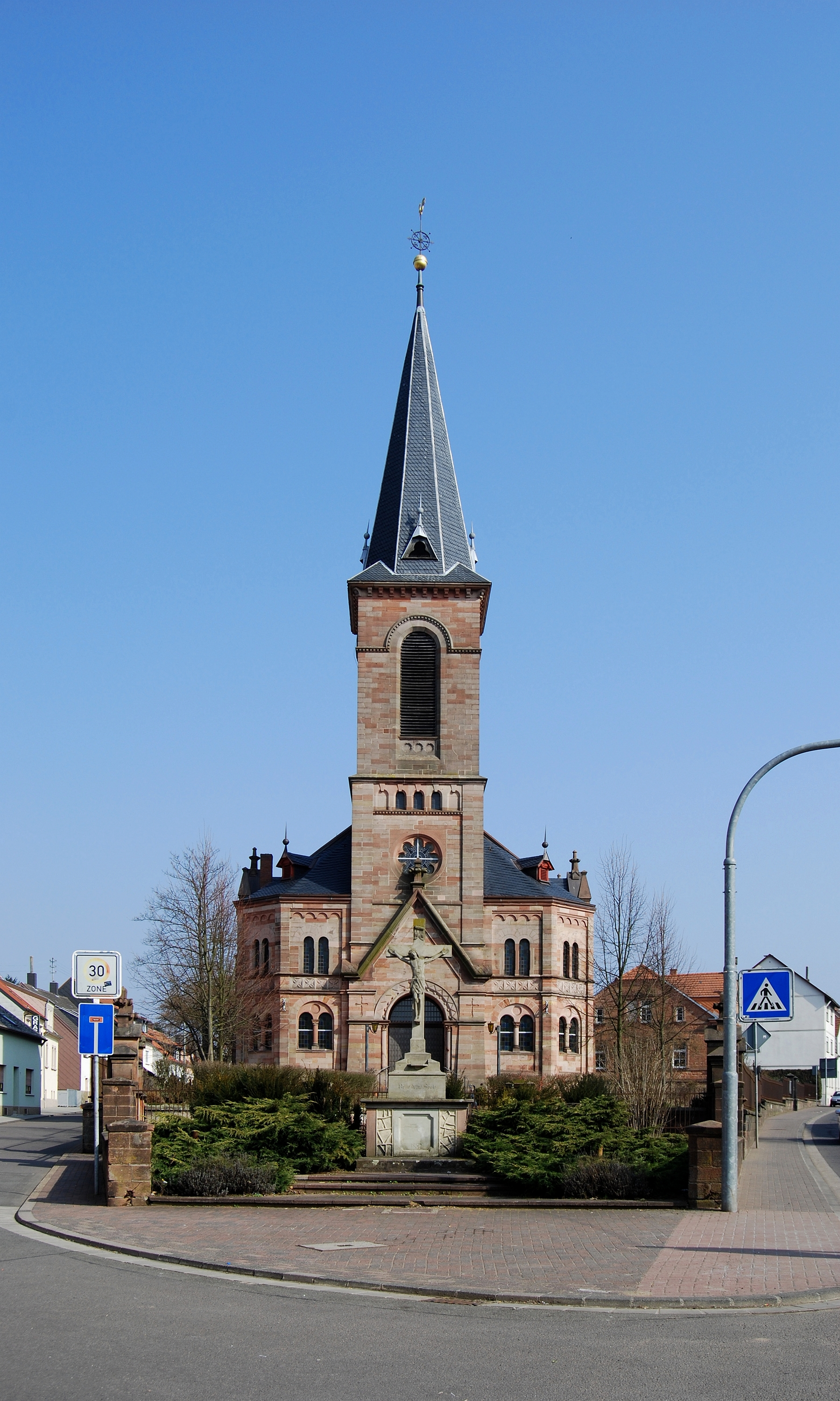
Protestantische Kirche (Architekt: Ludwig Levy)

#### Hindenburgturm

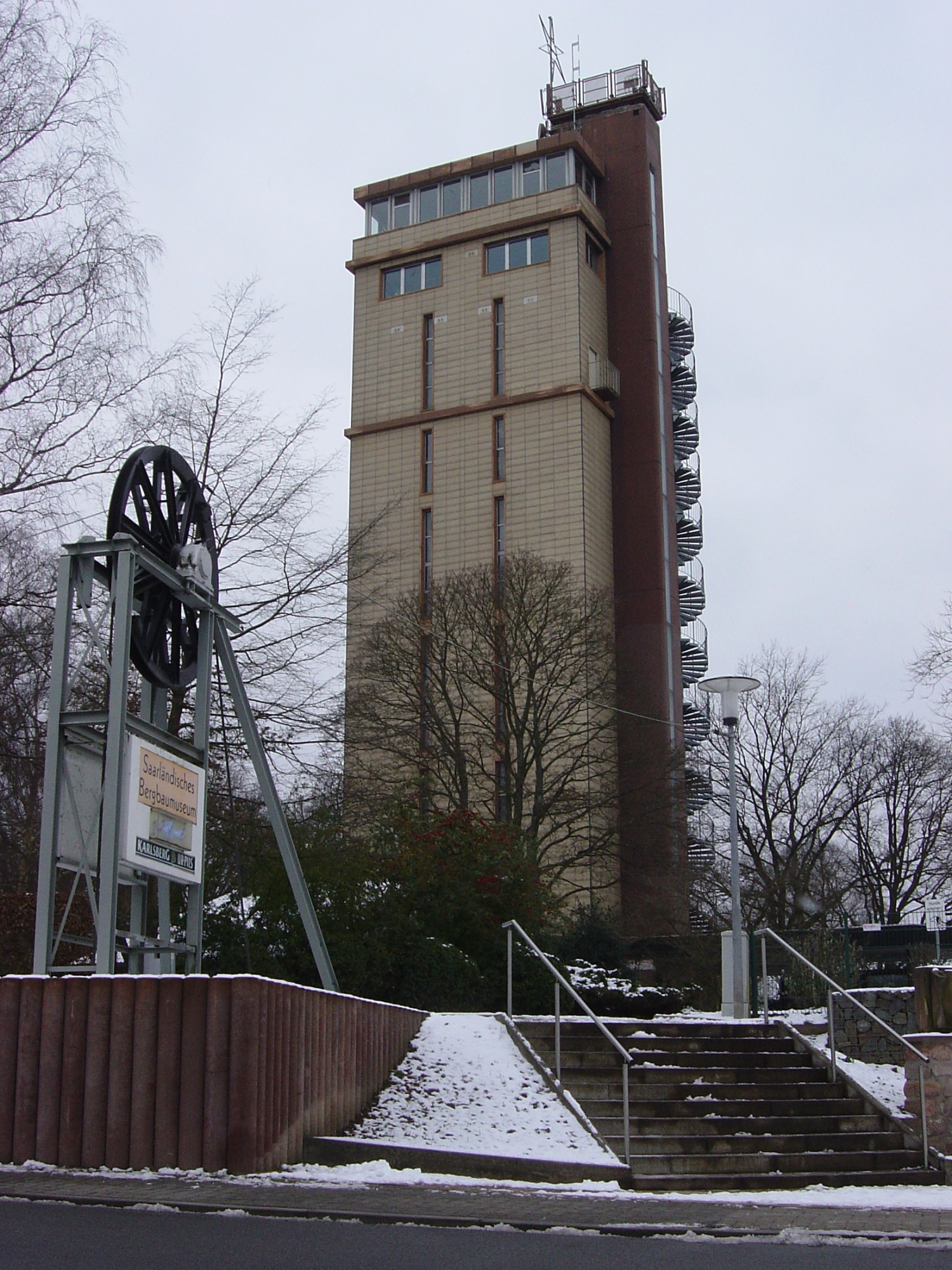
Hindenburgturm

Als Ende der 1920er Jahre die Wasserversorgung Bexbachs nicht mehr sichergestellt werden konnte, wurde vom Gemeinderat der Beschluss gefasst, einen Wasserhochbehälter mit 200 m³ Fassungsvermögen zu errichten. 1931 wurde mit dem Bau begonnen. Auf Wunsch der Gemeinde sollte das Bauwerk auch als Aussichtsturm und Grubenmuseum dienen.
Das Außenskelett des Turmes besteht aus acht, der Innenschacht aus vier Betonsäulen, die Wände sind mit Bimsbeton-Hohlsteinen ausgefacht. Der Grundriss beträgt 10 × 10 m. Die in 40 m Höhe gelegene verglaste Aussichtsplattform kann mit einem Aufzug erreicht werden. Der Turm wurde nach dem damaligen Reichspräsidenten Paul von Hindenburg benannt.

#### Bahnhof Bexbach
Der Bahnhof Bexbach, der 1848/1849 als bayerischer Grenzbahnhof zur preußischen Rheinprovinz errichtet wurde, hat das älteste noch erhaltene Empfangsgebäude im Saarland und ist denkmalgeschützt. Lediglich das Gebäude in Homburg wurde 2 Jahre früher erbaut, aber nach dem Zweiten Weltkrieg durch ein moderneres ersetzt. Der Bahnhof Bexbach beheimatet u. a. ein Museum über die Geschichte des Bahnhofes und der Gruben am Höcherberg. Die alte Wartehalle dient dem „Chor Gleis 1“ als Heimat und ist das neue Vereinsheim der Modellbahnfreunde Bexbach e. V., die sich um den Erhalt und Pflege des Bahnhofes bemühen.
Seit Februar 2018 wurde das Bahnhofsgebäude saniert und zu einem Kulturbahnhof umgebaut und dieser Bestimmung 2021/2022 eröffnet.

### Weiteres
- Runde Eiche, ehemaliges Naturdenkmal.

## Persönlichkeiten
- Thomas Hayo (* 1969), Moderator der Castingshow Germany’s Next Topmodel, lebte in seiner Jugend in Bexbach.
- Aus Bexbach stammt die fiktive Person Heinz Becker, das Klischee des typischen Saarländers, gespielt vom Kabarettisten Gerd Dudenhöffer, der selbst im Ortsteil Kleinottweiler wohnt.
- Alexander Funk (* 1974), MdB, MdL, 1994–2014 Mitglied im Stadtrat, 2007–2014 Fraktionsvorsitzender der dortigen CDU.
- Dieter Thomas Heck (1937–2018), Moderator, wohnte einige Jahre im Ortsteil Frankenholz.
- Werner Kohlmeyer (1924–1974), Fußballweltmeister 1954, spielte 1959/1960 für den DJK Bexbach.
- Karl Kunrath (1923–2009), Juwelier und Verbandsgründer, lebte überwiegend in Bexbach.
- Johannes Storck (1829–1914), Prälat, war 1858–1869 Pfarrer in Mittelbexbach, danach 44 Jahre Pfarrer und Dekan in Bellheim.

### Söhne und Töchter der Stadt
- Adolf Pirrung (1878–1965), Ingenieur
- Peter Janser SVD, (1878–1959), Steyler Missionar in USA und China, 1935–1945 Apostolischer Präfekt von Indore, Indien
- Ludwig Nieder (1880–1922), Theologe, Priester, Buchautor und Förderer des christlichen Gewerkschaftsgedankens
- August Metzinger (1882–1939), Politiker (Zentrum)
- Karl Christian Weber SVD (1886–1970), Steyler Missionar und Missionsbischof in China, 1951–1954 Folteropfer des chinesischen Kommunismus
- Hans Ruffing (1897–1979), Gewerkschafter und Politiker (CVP)
- Karl Klein (1901–1993), Kommunist, Bürgermeister und verurteilter Mörder
- Hans Eschenbrenner (1910–2007), Sportschütze
- Paul Kolb (1910–1992), Politiker (SPD), Oberbürgermeister der Stadt Neunkirchen
- Edwin Hügel (1919–1988), Politiker (FDP), Ortsvorsteher, Minister für Wirtschaft, Verkehr und Landwirtschaft im Kabinett Zeyer II
- Heinz Ostheimer (1931–2023), Kunstturner
- Horst Hilpert (1936–2019), Chefankläger des Deutschen Fußball-Bundes
- Egon Müller (1938–2022), Jurist
- Franz Eder (* 1944), Deutscher Meister im Bodybuilding und Pornodarsteller
- Ursel Kessler (* 1944), Pädagogin und Künstlerin
- Gerd Dudenhöffer (* 1949), Kabarettist
- Reinhold Kopp (* 1949), deutscher Politiker (SPD), Jurist und Wirtschaftsfunktionär. 1993 erster Träger des Preises Dinosaurier des Jahres.
- Dietmar Gross (* 1957), deutscher Maler und Zeichner des phantastischen Realismus
- Joachim Durrang (* 1957), Schriftsteller und Maler
- Theophil Gallo (* 1957), Politiker (SPD), Landrat
- Moses Arndt (* 1964), Autor und Verleger der Hardcore-Punk-Bewegung
- Harald Krewer (* 1964), Theater- und Hörspielregisseur
- Henning Sedlmeir (* 1967), Musiker

## Sonstiges
Bexbach ist der fiktive Handlungsort der Sitcom Familie Heinz Becker von und mit dem gebürtigen Bexbacher Gerd Dudenhöffer.